# ジムクラック
ジムクラック（Gimcrack、1760年 - ?）は、18世紀の中ごろにイギリスで活躍した競走馬である。1846年以降ヨーク競馬場で8月に6ハロン3ヤードの2歳戦として行われているジムクラックステークス (G2) は、本馬を記念した競走である。
ジムクラックが活躍したのはヘロドとほぼ同時期であり、以降徐々に減少していく芦毛の名馬である。両親とも芦毛のためどちらから伝わったか現在では知るすべがないが、ジムクラックの芦毛は1892年生まれのベルマー（ベルモントステークス）を最後に途切れ現在には伝わっていない。なお、現在の芦毛は、本馬の父の母方に入っているオルコックアラビアンからクラブを経由して伝わっている可能性が高いとされる。
体高は計測時により少しずつ異なるが、最高でもエプソムで計測された14ハンド5⁄8インチ（約143.8センチメートル）にすぎず、当時のサラブレッドのなかでもかなり小さく、アラブ種と比べても一回り小さかった。もっとも、小柄ながら他馬を圧倒する強さの持ち主であり、かなりの人気があった。当時美女として評判だったレディ・サラ・バンベリーは、ジムクラックを「今までで一番かわいい小さな馬、ほれぼれとする馬」という内容を含む手紙を友人のレディ・スーザン・フォックス＝ストラングウェイズ（イルチェスター伯爵夫人）に送っている。
1764年、4歳時にエプソムでデビューすると、この年は7戦して無敗。その後も優秀な成績を残し1771年に引退するまで40戦を走り、うち30戦で勝利した。ほかに36戦して26勝したという説もある。このなかにはフランスで行われた22.5マイル（約36210メートル）の競走も含まれており、1時間未満のタイムで勝ったという。このほかの競走もほぼすべて4マイル（約6437メートル）以上の距離において行われていた。当時は長距離のヒート競走（同じ距離を何度も戦い先に2回勝利したほうを優勝とする）を中心に競馬が行われ、現在に比べればかなり過酷であった。
引退後種牡馬となってからは大きな成功を収めることはできなかったが、産駒の一頭でアメリカ合衆国に輸出されたメドレーという馬を通じて現在へも多少の影響を残した。

## おもな産駒
- Medley（メドレー、1776年）
- Grey Robin（グレイロビン、1773年）

## 血統表
| Gimcrackの血統           | Gimcrackの血統                        | Gimcrackの血統           | （血統表の出典）         | （血統表の出典）   |
| 父系                     | ゴドルフィンアラビアン系              | ゴドルフィンアラビアン系 | ゴドルフィンアラビアン系 | [ § 2 ]            |
| 父 Cripple 1750 芦毛     | 父の父Godolphin Arabian 1724 鹿毛     | 不明                     | 不明                     | 不明               |
| 父 Cripple 1750 芦毛     | 父の父Godolphin Arabian 1724 鹿毛     | 不明                     | 不明                     |                    |
| 父 Cripple 1750 芦毛     | 父の父Godolphin Arabian 1724 鹿毛     | 不明                     | 不明                     | 不明               |
| 父 Cripple 1750 芦毛     | 父の父Godolphin Arabian 1724 鹿毛     | 不明                     | 不明                     |                    |
| 父 Cripple 1750 芦毛     | 父の母Blossom 1742 芦毛               | Crab                     | Alcock Arabian           | Alcock Arabian     |
| 父 Cripple 1750 芦毛     | 父の母Blossom 1742 芦毛               | Crab                     | Sister To Soreheels      |                    |
| 父 Cripple 1750 芦毛     | 父の母Blossom 1742 芦毛               | Mare by Childers         | Flying Childers          | Flying Childers    |
| 父 Cripple 1750 芦毛     | 父の母Blossom 1742 芦毛               | Mare by Childers         | Miss Belvoir             |                    |
| 母 Miss Elliot 1756 芦毛 | 母の父(Grisewood's) Partner 1730 芦毛 | (Croft's) Partner        | Jigg                     | Jigg               |
| 母 Miss Elliot 1756 芦毛 | 母の父(Grisewood's) Partner 1730 芦毛 | (Croft's) Partner        | Mare by Curwen Bay Barb  |                    |
| 母 Miss Elliot 1756 芦毛 | 母の父(Grisewood's) Partner 1730 芦毛 | Hutton's Grey Barb Mare  | Hutton's Grey Barb       | Hutton's Grey Barb |
| 母 Miss Elliot 1756 芦毛 | 母の父(Grisewood's) Partner 1730 芦毛 | Hutton's Grey Barb Mare  | Mare by Whynot           |                    |
| 母 Miss Elliot 1756 芦毛 | 母の母Caelia 1742 芦毛                | (Croft's) Partner        | Jigg                     | Jigg               |
| 母 Miss Elliot 1756 芦毛 | 母の母Caelia 1742 芦毛                | (Croft's) Partner        | Mare by Curwen Bay Barb  |                    |
| 母 Miss Elliot 1756 芦毛 | 母の母Caelia 1742 芦毛                | Grey Brocklesby          | Bloody Buttocks          | Bloody Buttocks    |
| 母 Miss Elliot 1756 芦毛 | 母の母Caelia 1742 芦毛                | Grey Brocklesby          | Brocklesby               |                    |
| 母系(F-No.)              | 23号族(FN:23)                         | 23号族(FN:23)            | 23号族(FN:23)            | [ § 3 ]            |
| 出典                     | 1. 2. 3.                              | 1. 2. 3.                 | 1. 2. 3.                 | 1. 2. 3.           |